# Лабинкир
Лабинкир (на руски: Лабынкыр; на якутски: Лабыҥкыр) е езеро в Оймяконски улус, Якутия, Русия. Известно е с легендите за чудовище, което обитава водите му.

## География
Най-близкото селище е Томтор. В езерото се влива и оттича река Лабинкир. Средната дълбочина на езерото е 52 m, но максималната му дълбочина е 75 m, поради необичайна цепнатина на дъното му. Температурата на езерото даже и през лятото не превишава 9 °C. Езерото замръзва бавно през зимата, въпреки че е разположено в един от най-студените райони на Северното полукълбо, където температурите често достигат -50 °C. В езерото са разположени три малки острова.

## Легенда
Местните якути вярват, че в езерото живее голямо чудовище дявол, което е изключително опасно и агресивно. Може и да излиза на земята. Въпреки експедициите, направени с цел намирането на чудовището, такова не е намерено. Учените спекулират, че става въпрос за гигантска щука или земноводно. През 2005 г. е поведена експедиция до езерото, която открива цепнатината на дъното на езерото с помощта на сонар. Открити са и костни останки от животни на дъното. През 2013 г. е извършено потапяне – пак без резултат.